# Wintereinbruch in Süddeutschland Dezember 2023
Am 1. und 2. Dezember 2023 ereignete sich in Süddeutschland und Österreich ein Wintereinbruch mit starkem Schneefall, der insbesondere im Großraum München mit knapp 50 cm Neuschnee zu erheblichen Schäden und zu einem kurzzeitig vollständigen Zusammenbruch des öffentlichen Nah- und Fernverkehrs führte.

## Meteorologie
| Ort                 | Schneehöhe |
| ------------------- | ---------- |
| Bad Wörishofen      | 58 cm      |
| Vilsbiburg          | 53 cm      |
| Passau              | 46 cm      |
| München             | 45 cm      |
| Puch bei Ingolstadt | 32 cm      |
| Ulm                 | 31 cm      |
| Augsburg            | 30 cm      |
| Regensburg          | 29 cm      |

Der Schneefall wurde verursacht durch ein Mittelmeertief (Vb-Wetterlage), dessen feuchte Luftmassen im Alpenraum auf Kaltluft aus dem Norden trafen und so zu starkem Stauniederschlag in Form von Schnee führten. Ein ungewöhnlicher Aspekt dieses Wintereinbruchs war, dass in den Nordalpen nicht mehr, sondern weniger Neuschnee fiel als in Teilen des bayerischen Alpenvorlands. Entscheidend für die Niederschlagsmenge war damit offenbar mehr die Lage der Luftmassenfront als der Steigungs-Schneefall am Gebirgsrand. Während solche Wetterlagen auch in der Vergangenheit nicht ungewöhnlich waren, rechnen Experten damit, dass derartige Starkschnee-Ereignisse durch die zunehmend höhere Luftfeuchtigkeit in der Atmosphäre im Zuge der globalen Erwärmung zukünftig zwar nicht an Häufigkeit, aber doch an Intensität zunehmen werden.

## Folgen

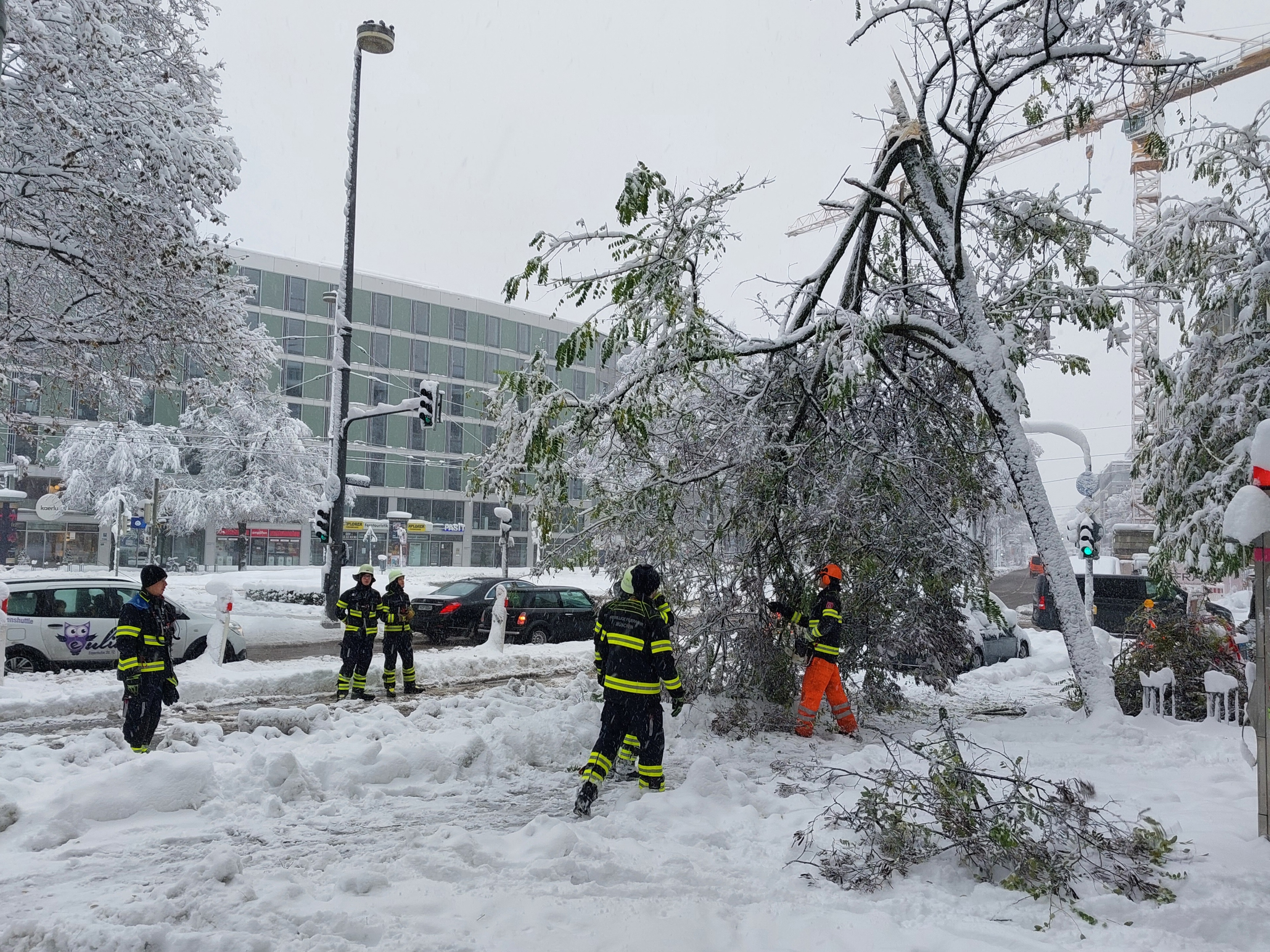
Aufräumarbeiten nach Schneebruch am 2. Dezember 2023 in der Sonnenstraße in München

Aufgrund der Witterung musste der Flugbetrieb am Münchner Flughafen für mehr als 24 Stunden vollständig eingestellt werden, und auch der Münchner Hauptbahnhof konnte den gesamten Samstag über nicht vom Fernverkehr angefahren werden. Sowohl am Bahnhof in Ulm als auch in München wurden Aufenthaltszüge für gestrandete Fahrgäste bereitgestellt. Der öffentliche Nahverkehr in München blieb aufgrund zahlreicher Probleme mit blockierten Straßen und Haltestellen, defekten Oberleitungen und vereisten Weichen auch in den folgenden Tagen noch stark eingeschränkt. Obwohl der städtische Winterdienst mit mehr als 1000 Mitarbeitern und rund 600 Fahrzeugen im Einsatz war, normalisierte sich die Lage erst zum folgenden Wochenende wieder.
170 Menschen konnten in der Nacht von Freitag auf Samstag bei Geltendorf erst nach sieben Stunden aus steckengebliebenen Bahnen gerettet werden.
In einigen Landkreisen Südbayerns waren die Einsatzkräfte des Bayerischen Roten Kreuzes trotz Schneeketten und Allradantrieb bei Rettungsaktionen auf die Unterstützung der Bergwacht angewiesen.
Im baden-württembergischen Dettingen-Wallhausen stürzte die Traglufthalle eines Tennisclubs aufgrund der hohen Schneelast ein. Auch die Eissporthalle in Bad Wörishofen war wegen Sicherheitsbedenken hinsichtlich der Dachlast zunächst für einige Tage gesperrt worden, konnte aber nach einer Untersuchung durch einen Statiker wieder geöffnet werden.
Ein für Samstag in der Allianz Arena geplantes Bundesliga-Heimspiel des FC Bayern München gegen den 1. FC Union Berlin wurde witterungsbedingt abgesagt. Schon am Vortag war das Drittliga-Spiel der SpVgg Unterhaching gegen den Halleschen FC wegen des unbespielbaren Platzes im Sportpark Unterhaching ausgefallen.
Der unzureichend geräumte und zu Eis verdichtete Schnee sorgte insbesondere in München auch in den darauffolgenden Tagen zu zahlreichen Glatteis-Unfällen auf Rad- und Gehwegen. Am 7. Dezember hob Münchens Oberbürgermeister Dieter Reiter deshalb per dringlicher Anordnung das Streusalz-Verbot auf Gehwegen auf, um mit dieser zunächst befristeten Maßnahme die Gefahrenlage zu beseitigen.